# Alexander Koll
Alexander Koll (Linz, 24 maggio 1982) è un ex sciatore alpino austriaco specialista dello slalom speciale.

## Biografia

### Stagioni 1998-2006
Nato a Linz e originario di Eidenberg, Koll iniziò a partecipare a gare FIS del gennaio del 1998 ed esordì in Coppa Europa il 22 gennaio 2001, piazzandosi 47º nello slalom speciale di Donnersbachwald. Un anno più tardi ottenne il primo risultato importante della carriera ai Mondiali juniores di Tarvisio, aggiudicandosi la medaglia di bronzo nella combinata. 	
La sua prima gara di Coppa del Mondo fu, il 4 dicembre 2005, lo slalom speciale di Beaver Creek, che però non finì. Pochi giorni dopo, il 13 dicembre in Alta Badia, salì per la prima volta sul podio in Coppa Europa (3º in slalom speciale).

### Stagioni 2007-2010
Nel 2006-2007 in Coppa Europa disputò una buona stagione: con le sue vittorie di carriera nel circuito (il 13 gennaio a Donnersbachwald e il 16 febbraio a Oberjoch, sempre in slalom speciale) e altri tre podi arrivò infatti secondo nella classifica generale e primo in quella di slalom speciale. Ottenne il suo miglior piazzamento in Coppa del Mondo, 12º in slalom speciale, l'11 novembre 2007 a Reiteralm.
Disputò la sua ultima gara nel massimo circuito internazionale, lo slalom speciale di Kitzbühel che non completò, il 24 gennaio 2010 e nel marzo successivo si ritirò. La sua ultima gara in carriera fu lo slalom speciale dei Campionati austriaci 2010, il 17 marzo a Innerkrems, nel quale si laureò per la seconda volta  campione nazionale nella specialità; in carriera non prese parte né a rassegne olimpiche né iridate.

## Palmarès

### Mondiali juniores
- 1 medaglia:
  - 1 bronzo (combinata a Tarvisio 2002)

### Coppa del Mondo
- Miglior piazzamento in classifica generale: 86º nel 2008

### Coppa Europa
- Miglior piazzamento in classifica generale: 2º nel 2007
- Vincitore della classifica di slalom speciale nel 2007
- 6 podi:
  - 2 vittorie
  - 3 secondi posti
  - 1 terzo posto

#### Coppa Europa - vittorie
| Data             | Località        | Paese    | Specialità |
| ---------------- | --------------- | -------- | ---------- |
| 13 gennaio 2007  | Donnersbachwald | Austria  | SL         |
| 16 febbraio 2007 | Oberjoch        | Germania | SL         |

Legenda:

SL = slalom speciale

### Nor-Am Cup
- Miglior piazzamento in classifica generale: 53º nel 2007
- 1 podio:
  - 1 secondo posto

### Campionati austriaci
- 2 medaglie[1]:
  - 2 ori (slalom speciale nel 2007; slalom speciale nel 2010)

### Campionati austriaci juniores
- 1 medaglia[1]:
  - 1 bronzo (slalom gigante nel 2002)